# Ján Hacaj
Ján Hacaj (* 24. června 1960 Modra) je slovenský podnikatel ve vinařství, bývalý československý politik, po sametové revoluci poslanec Sněmovny národů Federálního shromáždění za Verejnosť proti násiliu, později za ODÚ-VPN.

## Biografie
V roce 1983 absolvoval Chemicko-technologickou fakultu Slovenské vysoké školy technické v Bratislavě, obor kvasná chemie a bioinženýrství, se specializací na technologii výroby vína. V roce 1983 pak nastoupil do Vinařských závodů Pezinok, nejprve na absolventskou praxi, od roku 1985 jako zaměstnanec provozovny vinných destilátů a brandy jako výzkumný a vývojový pracovník, mistr a vedoucí provozu.
Ve volbách roku 1990 zasedl za VPN do slovenské části Sněmovny národů (volební obvod Západoslovenský kraj). Na jaře 1991 v souvislosti s rozkladem VPN přestoupil do poslaneckého klubu jedné z nástupnických formací ODÚ-VPN. Ve Federálním shromáždění setrval do voleb roku 1992.
Od roku 1993 je soukromým podnikatelem, poskytuje poradenství při zavádění vinařských technologií na Slovensku i v Česku. V roce 1994 navíc založil s otcem Vladimírem Hacajem starším a tetou Paulínou Hacajovou rodinný podnik na výrobu vína a sektů z vlastních vinic. V roce 1995 se také podílel na založení Sdružení pezinských vinohradníků a vinařů a stal se prvním předsedou této organizace. Organizuje také Vinné trhy v Pezinku a zasedá v městském zastupitelstvu. V rodné Modre provozuje vinný sklep U Richtára v zrekonstruovaném vinařském domě.